# Bill Gaither (Bluesmusiker)
William Arthur „Bill“ Gaither (auch Little Bill oder Leroy’s Buddy, * 21. April 1910 in Belmont, Kentucky; † 30. Oktober 1970 in Indianapolis) war ein US-amerikanischer Blues-Gitarrist und -Sänger.
Bill Gaither spielte zwischen November 1935 und Dezember 1941 Bluesplatten ein, vor allem in Chicago. Er war einer von Leroy Carrs Freunden, wovon sich sein Spitzname „Leroy’s Buddy“ ableitet. Mit ihm spielte er 1940 mehrere Platten  für Okeh Records ein, wie „Life of Leroy Carr“ oder „Georgia Barrel House“. Er wurde unter anderem von den Pianisten Honey Hill und Josh Altheimer begleitet. Gaither selbst agierte als Begleitmusiker von Lee Brown, Frank Busby, Champion Jack Dupree, Bumble Bee Slim und Tampa Red.